# Медаль «Ветеран органов внутренних дел Республики Казахстан»
Медаль «Ветеран органов внутренних дел Республики Казахстан» (каз. «Қазақстан Республикасы ішкі істер органдарының ардагері») — награда органов внутренних дел Республики Казахстан, учреждённая на основании Указа Президента Республики Казахстан от 31 июля 2003 года № 1157 с целью повышения престижа службы в органах внутренних дел. Указом Президента Республики Казахстан от 30 сентября 2011 года за № 155 учреждены новые ведомственные медали, а в описание некоторых, в том числе в медаль «Ветеран органов внутренних дел Республики Казахстан», внесены изменения.
Медаль изготавливается на Казахстанском монетном дворе в г. Усть-Каменогорске.

## Положение о медали
Медаль вручается сотрудникам органов внутренних дел, положительно характеризующихся по службе и имеющих общую выслугу 25 и более лет в календарном исчислении.

## Описание медали

### с 2003 по 2011 годы
Медаль изготавливается из латуни и имеет форму выпуклой семиконечной рельефной звезды. В центре звезды расположен круглый выпуклый щит с изображением элементов Государственного флага Республики Казахстан: солнце с расходящимися лучами и парящий под ним беркут. Щит окаймлён венком из лавровых веток. В нижней части звезды, поверх ветвей, расположена красная эмалевая лента с аббревиатурой «ІІМ». Фон щита покрыт прозрачной голубой эмалью. Буквы, элементы Государственного флага, лавровые листья и портик щита позолочены.
На оборотной стороне медали по центру расположена надпись «Қазақстан Республикасы ішкі істер органдарының ардагері». В нижней части надпись «25 жыл».
Все изображения и надписи на медали выпуклые. Размеры медали между противолежащими концами звезды — 37 мм.
Медаль с помощью ушка и кольца соединяется с шестиугольной колодкой шириной 30 мм и высотой 50 мм, обтянутой шёлковой муаровой лентой. Посередине ленты располагается голубая полоса шириной 17 мм, вдоль правого края ленты располагаются четыре жёлтых полосы шириной 1 мм, чередующиеся с тремя чёрными полосами шириной 1 мм. С левого края ленты располагаются две жёлтые полосы шириной 3 мм и 1 мм, между которыми голубая полоса шириной 2 мм. Ширина ленты 30 мм.
Медаль с помощью булавки крепится к одежде.

### с 2011 года
Медаль изготавливается из латуни и имеет форму семиконечной рельефной звезды. Рельеф медали блестящий. В центре звезды расположен круглый щит с изображением символа МВД. В нижней части звезды поверх ветвей расположена красная эмалевая лента с аббревиатурой «ІІМ». Фон щита покрыт прозрачной синей эмалью. Буквы, лавровые листья и бортик щита позолочены.
На оборотной стороне медали по центру расположена надпись «ІШКІ ІСТЕР ОРГАНДАРЫНЫҢ АРДАГЕРІ», в нижней части надпись «25 ЖЫЛ».
Все изображения и надписи на медали выпуклые. Размеры медали между противолежащими концами звезды 37 мм.
Медаль с помощью ушка и кольца соединяется с шестиугольной колодкой шириной 32 мм и высотой 50 мм, обтянутой шелковой муаровой лентой. Посередине ленты располагается голубая полоса шириной 19 мм, вдоль правого края ленты располагаются четыре желтые полосы шириной 1 мм, чередующиеся с тремя чёрными полосами шириной 1 мм. С левого края ленты располагаются две желтые полосы шириной 3 мм и 1 мм, между которыми голубая полоса шириной 2 мм.
Медаль при помощи булавки с визорным замком крепится к одежде.